# Phyllolobium
Phyllolobium é um género de plantas com flores pertencentes à família Fabaceae.
A sua área de distribuição nativa vai da Ásia Central aos Himalaias e até à China.
Espécies:
- Phyllolobium balfourianum (N.D.Simpson) M.L.Zhang & Podlech
- Phyllolobium camptodontum (Franch.) M.L.Zhang & Podlech
- Phyllolobium chapmanianum (Wenn.) M.L.Zhang & Podlech
- Phyllolobium chinense Fisch.
- Phyllolobium dolichochaete (Diels) M.L.Zhang & Podlech
- Phyllolobium donianum (DC.) M.L.Zhang & Podlech
- Phyllolobium enneaphyllum (P.C.Li) M.L.Zhang & Podlech
- Phyllolobium eutrichus (Hand.-Mazz.) M.L.Zhang & Podlech
- Phyllolobium flavovirens (K.T.Fu) M.L.Zhang & Podlech
- Phyllolobium heydei (Baker) M.L.Zhang & Podlech
- Phyllolobium lachungense (L.B.Chaudhary) Podlech
- Phyllolobium lasaense (C.C.Ni & P.C.Li) M.L.Zhang & Podlech
- Phyllolobium lineariaurifer (P.C.Li) M.L.Zhang & Podlech
- Phyllolobium milingense (C.C.Ni & P.C.Li) M.L.Zhang & Podlech
- Phyllolobium pastorium (H.T.Tsai & T.T.Yu) M.L.Zhang & Podlech
- Phyllolobium petri-primi (Rassulova & Strizhova) Podlech
- Phyllolobium prodigiosum (K.T.Fu) M.L.Zhang & Podlech
- Phyllolobium sanbilingense (H.T.Tsai & T.T.Yu) M.L.Zhang & Podlech
- Phyllolobium siccaneum (P.C.Li) M.L.Zhang & Podlech
- Phyllolobium sichuanense Podlech
- Phyllolobium tanguticum (Batalin) X.Y.Zhu
- Phyllolobium tingriense (C.C.Ni & P.C.Li) M.L.Zhang & Podlech
- Phyllolobium tribulifolium (Benth. ex Bunge) M.L.Zhang & Podlech
- Phyllolobium turgidocarpum (K.T.Fu) M.L.Zhang & Podlech